# Exconjuguant
 (janvier 2023).
Si vous disposez d'ouvrages ou d'articles de référence ou si vous connaissez des sites web de qualité traitant du thème abordé ici, merci de compléter l'article en donnant les références utiles à sa vérifiabilité et en les liant à la section « Notes et références ».
Un exconjuguant, en génétique, est une cellule bactérienne receveur qui vient de recevoir par conjugaison, et d'intégrer par recombinaison homologue, un fragment de l'ADN donneur.
Par conjugaison, une cellule bactérienne Hfr (ayant intégré le plasmide F dans son chromosome) peut transférer une partie ou la totalité de son génome à une cellule bactérienne "F-" (sans plasmide F). Cette cellule (qui ne devient généralement pas F+ mais reste F-) intègre l'ADN donneur dans son chromosome, devenant un exconjuguant. On les sélectionne en général grâce aux caractéristiques phénotypiques qu'ils ont pu acquérir par cet ADN.